# Route 80 (Terre-Neuve-et-Labrador)
Pour les articles homonymes, voir Route 80.
La route 80 est une route tertiaire de la province de Terre-Neuve-et-Labrador, située dans l'est de l'île de Terre-Neuve, sur la péninsule d'Avalon. Elle est la principale route de la péninsule située entre la baie de la Conception et la baie Trinity, du côté ouest de la péninsule. Elle suit la baie Trinity sur toute sa longueur, comme son nom l'indique, Trinity Rd. De plus, elle mesure 107 kilomètres, et est une route asphaltée sur l'entièreté  de son tracé.

## Tracé
La 80 débute 3 kilomètres au nord-nord-ouest de Whitbourne, à Little Island Cove, à la sortie 28 de la Route Transcanadienne, la route 1, alors qu'elle continue en tant que route 81. Elle commence par se diriger vers le nord en suivant l'étang Dildo, puis elle atteint le bras de mer de Dildo, faisant partie de la baie Trinity. Elle passe ensuite tout juste à l'est de Dildo, puis elle courbe vers l'est pour une courte distance à New Harbour, pour rejoindre la route 73. Elle continue ensuite de suivre la côte de la baie Trinity pour 40 kilomètres, en possédant plus de courbes, longeant les bras de mer de la baie, puisqu'elle atteint Heart's Content, où elle croise la route 74. Elle traverse ensuite une région plus isolée pour ses 45 kilomètres, adoptant une orientation est-ouest près de Hant's Harbour. À Old Perlican, à l'extrémité nord de la péninsule, elle croise et laisse sa place à la route 70 en direction de Bay de Verde.

## Attraits
- South Dildo Whaling & Sailing Museum
- Dildo & Area Interpretation Centre
- Heart's Content Community Museum
- Orange Museum
- Winterton Boat Building Museum

## Communautés traversées
- Blaketown
- South Dildo
- Broad Cove
- Dildo
- New Harbour
- Green's Harbour
- Whiteway
- Eastern Corner
- Cavendish
- Islington
- Heart's Delight
- Heart's Desire
- Heart's Content
- New Perlican
- Turks Cove
- Winterton
- New Chelsea
- New Melbourne
- Brownsdale
- Sibleys Cove
- Lead Cove
- Old Perlican